# Aptosimum tragacanthoides
Aptosimum tragacanthoides är en flenörtsväxtart som beskrevs av Ernst Meyer och George Bentham. Aptosimum tragacanthoides ingår i släktet Aptosimum och familjen flenörtsväxter. Inga underarter finns listade i Catalogue of Life.